# Phare de Cabo Cee
Le phare de Cabo Cee est un phare situé sur le promontoire de Cabo Cee dans la commune de Cee de la province de La Corogne (Galice en Espagne).
Il est géré par l'autorité portuaire de La Corogne .

## Histoire
En 1847 la Commission de Phares décide de construire un phare pour marquer l'entrée ouest de la Ría de Corcubión sur la commune de Cee. La maison-phare a été mise en service le 31 juillet 1860. C'est une petite tour octogonale en granite de 8 m de haut, avec galerie et lanterne, attachée au fronton d'une petite maison de gardien d'un seul étage. Il a été automatisé dès 1934, après plusieurs améliorations. Le phare est érigé sur une plate-forme en pierre à 20 m au-dessus du niveau de la mer.
La lanterne a été remplacée par une lampe moderne à énergie solaire. Elle émet 5 scintillements blancs toutes les 10 secondes.
Identifiant : ARLHS : SPA011 ; ES-03930 - Amirauté : D1760 - NGA : 2668.

### Lien connexe
- Liste des phares d'Espagne